# Torri Edwards
Torri Edwards (Fontana, 31 de janeiro de 1977) é uma ex-atleta norte-americana especialista em provas de velocidade, medalhista olímpica e campeã mundial dos 100 m rasos.
Conquistou seis medalhas em torneios globais de atletismo, incluindo um bronze olímpico em Sydney 2000 integrando o revezamento 4x100 m norte-americano e duas medalhas de ouro nos campeonatos mundiais de Paris 2003 e Osaka 2007.